# 4349 Tibúrcio
4349 Tibúrcio eller 1989 LX är en asteroid i huvudbältet som upptäcktes den 5 juni 1989 av den tyske astronomen Werner Landgraf vid La Silla-observatoriet. Den är uppkallad efter den brasilianske amatörastronomen Júlio Tibúrcio.
Asteroiden har en diameter på ungefär 26 kilometer.